# Chrysolina hyperici
Chrysolina hyperici là một loài bọ cánh cứng trong họ Chrysomelidae. Loài này được Forster miêu tả khoa học năm 1771.

## Hình ảnh

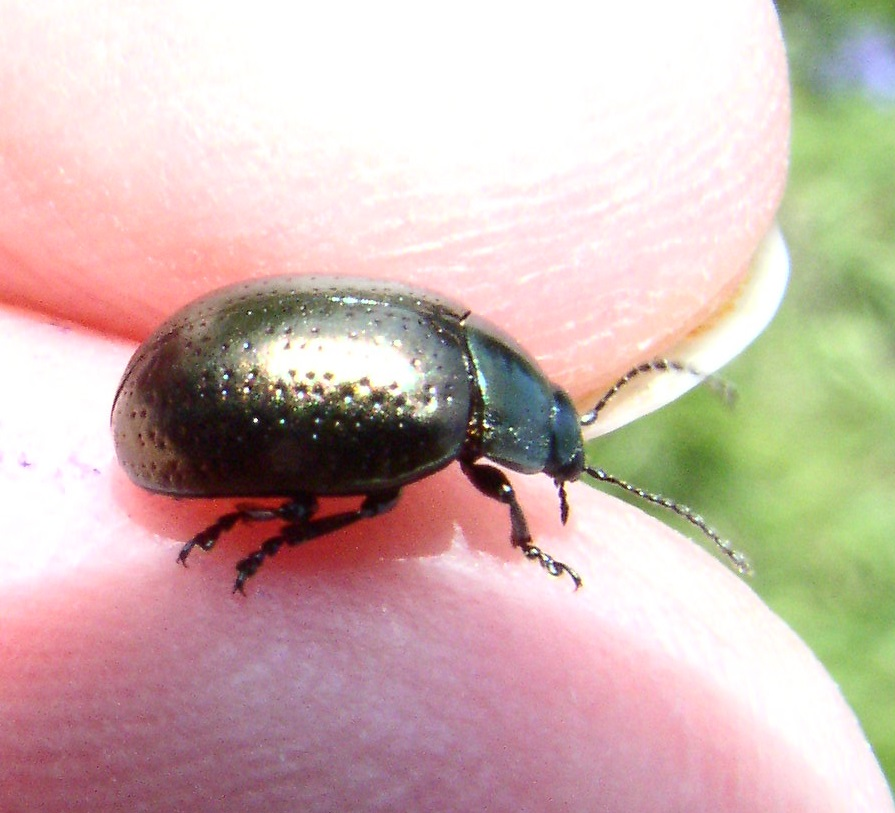